# 21. Infanterie-Brigade (Deutsches Kaiserreich)
Die 21. Infanterie-Brigade war ein Großverband der Preußischen Armee.

## Geschichte
Die 21. Infanterie-Brigade wurde am 29. April 1852 in Breslau aufgestellt und hatte dort bis 1897 ihren Standort, als sie nach Schweidnitz verlegt wurde und bis zum Kriegsende verblieb. Sie war Teil der 11. Division mit Standort in Breslau, die dem VI. Armee-Korps in Breslau zugeordnet war. 

### Gliederung
- 1852 bis 1854

10. Infanterie-Regiment, 10. Landwehr-Regiment, Landwehr-Bataillon Wohlau 38,  Infanterie-Regiment (6. Reserve-Regiment)
- 1855 bis 1859

19.Infanterie-Regiment, 10. Landwehr-Regiment, Landwehr-Bataillon Wohlau 38,  Infanterie-Regiment (6. Reserve-Regiment)
- 1860 bis 1866

Grenadier-Regiment „König Friedrich Wilhelm II.“ (1. Schlesisches) Nr. 10, 3. Niederschlesisches Infanterie-Regiment Nr. 50, 1. Schlesisches Landwehr-Regiment Nr. 10, Landwehr-Bataillon Wohlau Nr. 38
- 1867

1. Schlesisches Grenadier-Regiment Nr. 10, 1. Posensches Infanterie-Regiment Nr. 18, 1. Schlesisches Landwehr-Regiment Nr. 10, Landwehr-Bataillon Wohlau Nr. 38
- 1868 bis 1869

1. Schlesisches Grenadier-Regiment Nr. 10, 1. Posensches Infanterie-Regiment Nr. 18, 1. Schlesisches Landwehr-Regiment Nr. 10, 3. Niederschlesisches Landwehr-Regiment Nr. 50, Reserve-Landwehr-Bataillon (1. Breslau) Nr. 38
- 1871 bis 1889

1. Schlesisches Grenadier-Regiment Nr. 10, Schlesisches Füsilier-Regiment Nr. 38, 1. Schlesisches Landwehr-Regiment Nr. 10, 3. Niederschlesisches Landwehr-Regiment Nr. 50, Reserve-Landwehr-Bataillon (1. Breslau) Nr. 38
- 1889 bis 1914

Grenadier-Regiment König Friedrich Wilhelm II. (1. Schlesisches) Nr. 10, Füsilier-Regiment Feldmarschall Graf Moltke (Schlesisches) Nr. 38
- Kriegsgliederung bei Mobilmachung im August 1914

Wie vor
- Kriegsgliederung am 8. März 1918

Wie vor, zusätzlich 4. Niederschlesisches Infanterie-Regiment Nr.51, 2. Eskadron Ulanen-Regiment von Katzler (Schlesisches) Nr.2 

### Deutsch Dänischer Krieg 1864
Die Brigade kämpfte während des Deutsch-Dänischen Krieges im Verband der 11. Division an vorderster Front.

### Deutscher Krieg 1866
Im Krieg Preußens gegen das Kaisertum Österreich war die Brigade im Verband der Einheiten des VI. Armee-Korps eingesetzt. Mit dem Eingreifen der 11. Division unter General Adolf von Zastrow gegen die rechte Flanke der Österreicher wurde diese zum Rückzug gezwungen.

### Deutsch-Französischer Krieg 1870/1871
Im Deutsch-Französischen Krieg war die Brigade im Verband der 11. Division an der Beschießung von Pfalzburg und Toul beteiligt und nahm an dem Gefecht bei Moulin Saquet teil.

### Erster Weltkrieg
Mit der Mobilmachung im August 1914 musste die Brigade das Brigade Ersatz Bataillon 21 aufstellen und kam im Verband der 11. Division ausschließlich an der Westfront zum Einsatz. 
Zu den Kampfhandlungen, Gefechten und Schlachten siehe Kampfgeschehen der 11. Division.

### Brigadekommandeure
| Name                                    | Datum                                                |
| --------------------------------------- | ---------------------------------------------------- |
| Friedrich von Monts                     | 4. Mai 1852 bis 16. Februar 1853                     |
| Maximilian von Mauschwitz               | 17. Febru 1853 bis 6. Januar 1858                    |
| Ernst Alexander von Walther und Croneck | 7. Januar 1858 bis 21. Juni 1861                     |
| Emil von Bornstedt                      | 22. Juni 1861 bis 12. August 1864                    |
| Louis von Hanenfeldt                    | 13. August 1864 bis 29. Oktober 1866                 |
| Friedrich Philipp von Avemann           | 30. Oktober 1866 bis 8. August 1868                  |
| Wilhelm von Malachowski und Griffa      | 9. August 1868 bis 12. April 1872                    |
| William von Voigts-Rhetz                | 13. April 1872 bis 11. Dezember 1873                 |
| Rudolf von Wechmar                      | 12. Dezember 1873 bis 2. Februar 1880                |
| Karl Eduard von Jena                    | 3. Februar 1880 bis 3. Oktober 1884                  |
| Hans von Frankenberg und Ludwigsdorf    | 4. Oktober 1884 bis 23. Dezember 1888                |
| Albert von Boguslawski                  | 24. Dezember 1888 bis 17. November 1890              |
| Friedrich von Petersdorff               | 18. November 1890 bis 28. März 1892                  |
| Leo von Schleidnitz                     | 29. März 1892 bis 25. November 1892                  |
| Karl Ernst von Fircks                   | 26. November 1892 bis 22. Mai 1894                   |
| Wilhelm Schilling von Canstatt          | 23. Mai 1894 bis 31. März 1898                       |
| Georg von Rechenberg                    | 1. April 1898 bis 21. Mai 1900                       |
| Ernst von Kamienietz                    | 22. Mai 1900 bis 17. April 1903                      |
| Reimar von Raven                        | 18. April 1903 bis 17. August 1905                   |
| Sylvester Jordan                        | 18. August 1905 bis 20. März 1908                    |
| Otto von Rost                           | 21. März 1908 bis 19. März 1911                      |
| Hans von Müller                         | 20. März 1911 bis 19. Juli 1912                      |
| Carl Wachsmuth                          | 20. Juli 1912 bis 21. März 1914                      |
| Paul von Drabisch-Waechter              | 22. März 1914 bis 23. April 1916                     |
| Gustav Wilhelm Hoebel                   | 24. April 1916 bis 30. Juli 1917                     |
| Hans von Tippelskirch                   | 1. August 1917 bis 29. Oktober 1918                  |
| Hans von Dewall                         | 30. Oktober 1918 bis Kriegsende                      |
| Friedrich von Passow                    | 22. Januar 1919 bis 30. April 1919 (Demobilisierung) |